# La Pop
La Pop est un lieu de création et de spectacle situé dans la cale d’une péniche amarrée aux quais du bassin de la Villette à Paris,. 
Cette fabrique artistique, fondée en 2016, est dédiée à l’expérimentation autour des sons et de la musique. Elle y accueille des artistes en résidence,. L’ouverture au public remonte à 2016.